# Sint-Antoniuskerk (Best)
De Sint-Antoniuskerk is een kerkgebouw in Best in de Nederlandse provincie Noord-Brabant. De kerk staat aan het Wilhelminaplein en de Pater L.A. Bleysstraat in de wijk Wilhelminadorp. Rond de kerk bevindt zich het kerkhof.
De kerk is opgedragen aan Antonius van Padua.

## Geschiedenis
In 1938 werd de opdracht gegeven om in Batadorp een rectoraat te stichten.
In 1949 werd het kerkgebouw met de bouw van de kerk begonnen en op 2 april 1950 werd deze in gebruik genomen in Wilhelminadorp, een wijk die rond 1950 nieuw werd gebouwd.
Op 1 september 2013 werd de Antoniusparochie opgeheven en samengevoegd met de parochie Sint Odulphus van Brabant. Door het verzet van de lokale bewoners werd besloten de kerk open te laten als onderdeel van de grotere parochie.

## Opbouw
Het georiënteerde bakstenen kerkgebouw is een in Bossche School-stijl opgetrokken christocentrische kerk en bestaat uit een portaal, een driebeukig schip met vier traveeën in basilicale opstand, een verhoogd transept en een halfronde apsis. Boven de viering is er een vierkante vieringtoren gebouwd gedekt door een laag tentdak met daarop een ui. Het middenschip wordt gedekt door een zadeldak, het portaal door een verlaagd zadeldak, de transeptarmen elk door een lessenaarsdak en de lage zijbeuken door lessenaarsdaken. 